# Évreux
Évreux (/evʁø/) è un comune francese capoluogo del dipartimento dell'Eure nella regione della Normandia. Con i suoi 53 870 abitanti, è la quinta città della regione dopo Le Havre, Rouen, Caen, Cherbourg-en-Cotentin. L'agglomerato di Évreux conta 84 101 abitanti. Évreux è anche sede di un vescovato.

## Geografia fisica

### Territorio
Évreux si situa nella valle dell'Iton nel cuore di una vasta foresta che porta il suo nome.

### Clima
Il clima è temperato oceanico. Le precipitazioni sono comprese tra 600 e 700 mm annui.

## Origini del nome

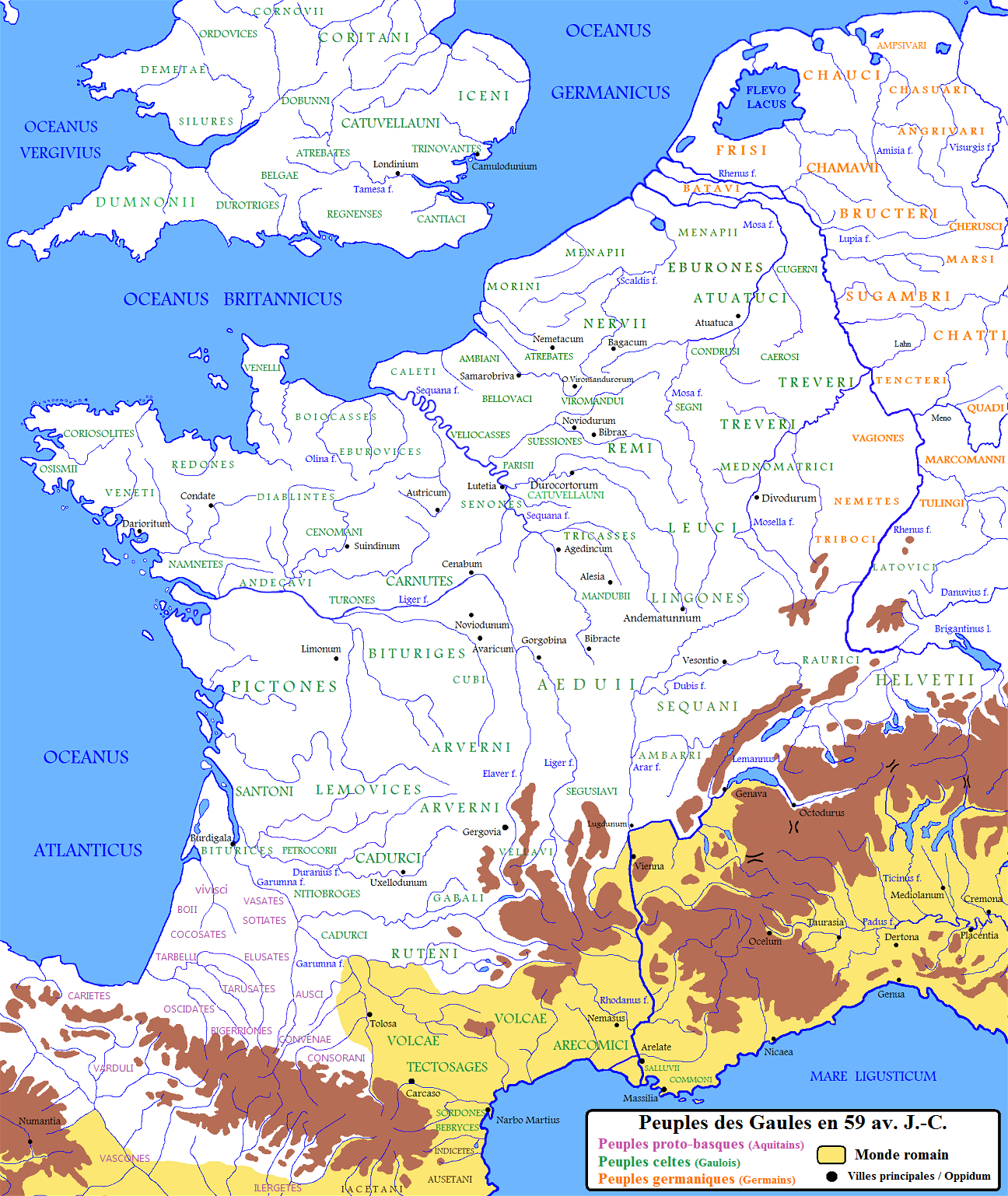
Le tribù galliche

Il nome della località è attestato nella forma Mεδισλάνισυ verso il 170 (Claudio Tolomeo), Mediolanum nel IV secolo (Ammiano Marcellino, Itinerario antonino), Ebrocas alla fine del X secolo (Richerio di Reims), Ebroas nel 1024 e nel 1034 (Fauroux 87), Ebroys nel 1055 - 1066 (Fauroux 208).
Le forme Mεδισλάνισυ e Mediolanum rinviano al nome primitivo dell'insediamento gallico: Mediolanon, che è uno dei toponimi più frequenti nella zona celtica e menzionato perlopiù nella grafia latina Mediolanum (cf. Meillant, Mesland, Meylan, Molain, Milano, etc.). Questo toponimo è generalmente interpretato come "al centro della pianura", essendo composto dai termini gallici medio- "mezzo" (assimilabile al latino medium) e lanon "pianura", assimilabile al latino planum (caduta della [p] indo-europea all'inizio di parola nella lingua celtica).
Il toponimo "Évreux" rappresenta l'evoluzione fonetica del nome della tribù gallica degli Eburovici, appellativo attribuito a una parte del grande popolo degli Aulerci, che occupava un importante territorio situato nel Nord-Ovest della Gallia. La forma iniziale doveva essere *Eburovicas / *Eburicas. L'abbandono dell'antico toponimo celtico fu fenomeno comune in Gallia: numerose città gallo-romane persero all'epoca del Basso Impero il loro nome d'origine per adottare quello del popolo di cui rappresentavano la civitas.

## Storia

### Antichità

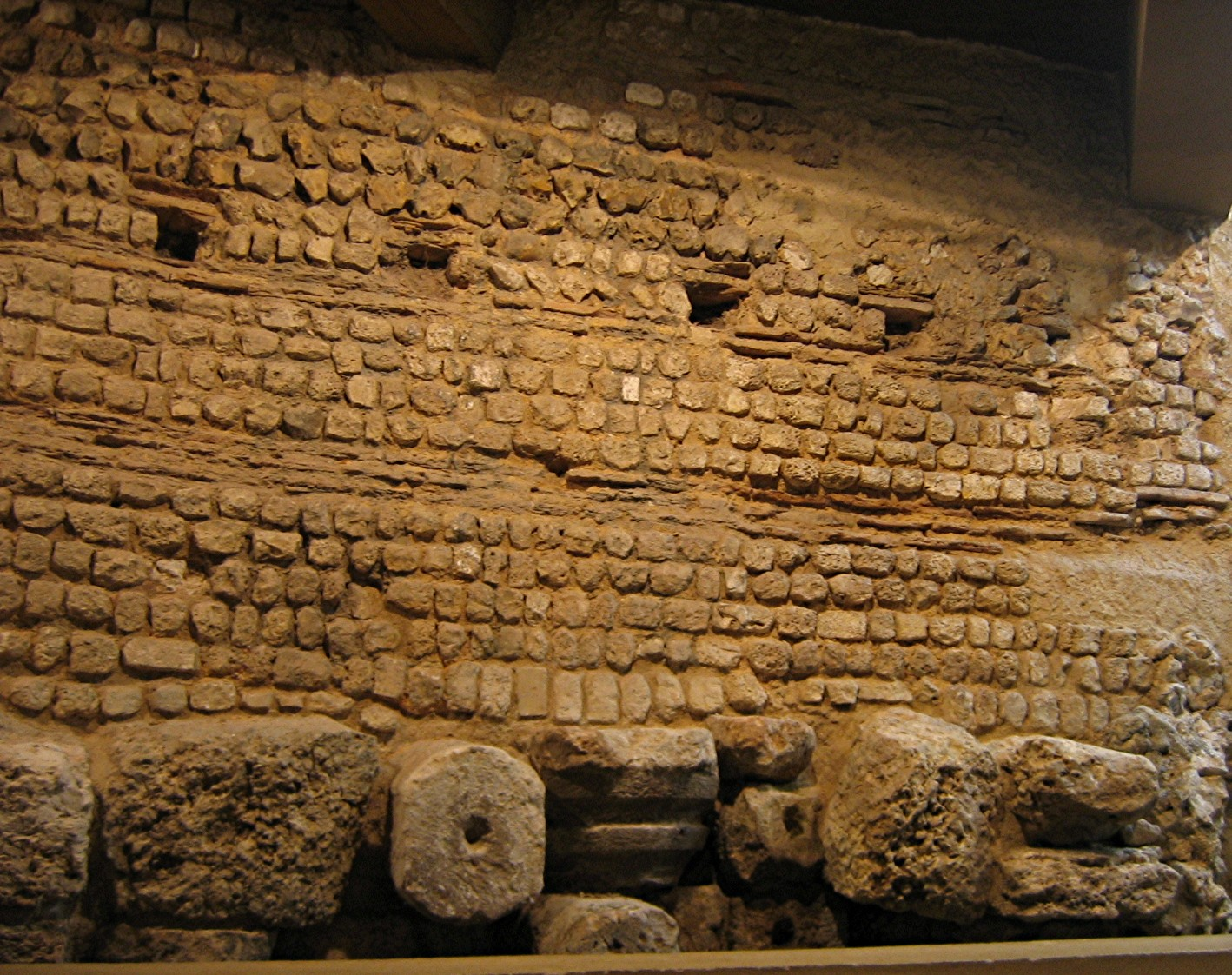
Muro di cinta e carreggiata romana di Évreux, III secolo. Museo municipale.

La Mediolanum Aulercorum di età romana, fondata alla fine del I secolo a.C., fu capitale del popolo degli Aulerci Eburovici che, all'epoca dell'Alto Impero, onoravano gli dèi gallo-romani nel santuario di Gisacum, a cinque chilometri dalla città.
Évreux era dotata di edifici pubblici quali un teatro, un foro, delle terme, oggi note con il nome di terme romane di Vieil-Évreux. Situata all'incrocio di importanti vie terrestri (Rouen/Chartres e Évreux/Parigi), la città sviluppò un fiorente commercio. I vasi deposti nella necropoli di Clos au Duc testimoniano gli scambi con il centro della Gallia. Un'iscrizione (C.I.L. 3202) attesta un'attività tessile fin dall'antichità Gallo-romana. Un'altra iscrizione epigrafica su bronzo (L-16) dal significato incerto, che si trova al museo municipale, è redatta in lingua gallica. Fu scoperta nel 1836 a Vieil-Évreux e si presenta così:
Alla fine del III secolo, nel contesto delle invasioni barbariche, la città si circonda di fortificazioni che si possono osservare oggi in parte nel Museo municipale.

### Medioevo

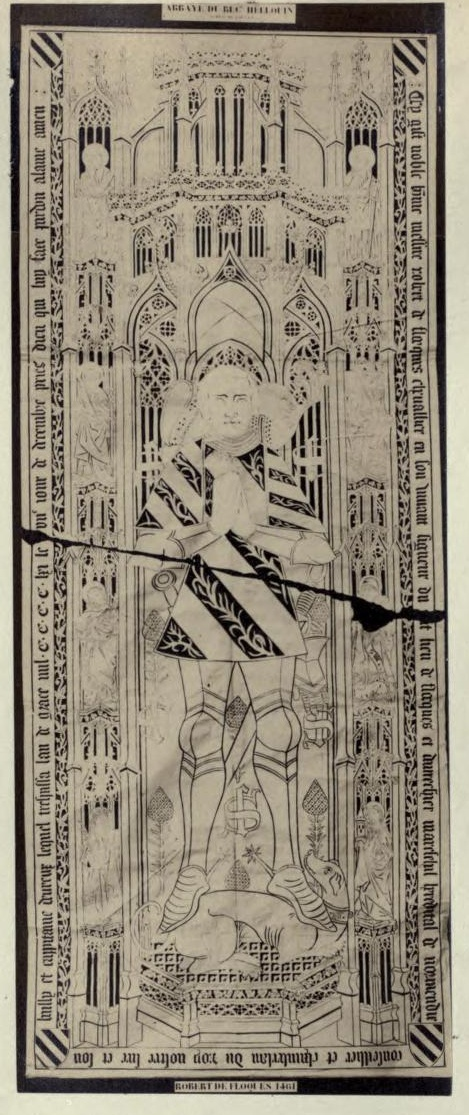
Stele funeraria di Robert de Flocques.

Nel 989 il duca di Normandia Riccardo I creò per suo figlio Riccardo la Contea di Évreux. Évreux divenne anche sede di vescovado: il primo vescovo fu San Taurino. La città fu presa dai Normanni nell'892 e da Lotario nel 962. Fu saccheggiata nel 1120 da Enrico I d'Inghilterra e bruciata da Filippo Augusto nel 1194.
Durante il secolo XIV e la prima metà del secolo XV la Casa d'Évreux, ramo cadetto della dinastia capetingia, conobbe il suo apogeo. Con il matrimonio di Filippo d'Évreux e Giovanna II di Navarra, la Casa d'Évreux estese il suo dominio sul Regno di Navarra. Oggi, un quartiere cittadino è denominato "Navarre".
Durante la Guerra dei cent'anni, la città fu conquistata nel 1418 dal re inglese Enrico V, per ritornare sotto la sovranità del re di Francia nel 1440 grazie a Robert de Flocques la cui lastra funeraria si trova nella chiesa di Boisney.

### Età moderna e contemporanea

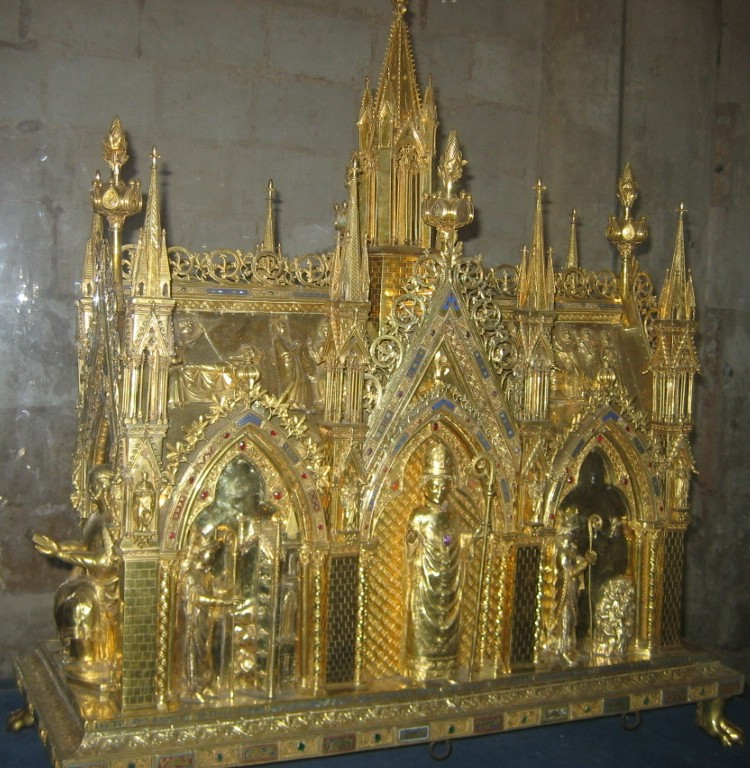
Urna di san Taurino, XIII secolo.

Nel 1793, François Buzot tentò invano di rendere Évreux un centro di resistenza contro la Convenzione nazionale.
Pierre Semard, sindacalista e dirigente del Partito Comunista Francese negli anni '20, fu fucilato nella prigione di Évreux il 7 marzo 1942.
La città ha subito importanti danni durante la Seconda Guerra mondiale, e la maggior parte del centro è stata ricostruita. Il museo municipale aprì i battenti nel 1961. Nel corso degli anni '60 e '70 la città conobbe una rapida espansione industriale e demografica, con la creazione del quartiere della "Madeleine", dovuta soprattutto al trasferimento di lavoratori da Parigi.

### Simboli
Lo stemma riprende quello della Contea di Évreux ed è presente nell'Armorial Général de France del 1696.
Fino alla fine del XV secolo era utilizzato lo stemma di Luigi di Francia (1276–1319) conte d'Évreux: d'azzurro, seminato di gigli d’oro,  alla banda composta d'argento e di rosso, attraversante sul tutto, detto "d'Évreux antico".

### Onorificenze
Évreux ha conosciuto il raro privilegio di vedersi dedicare due francobolli in meno di quindici anni: il 27 febbraio 1995 per l'urna di San Taurino, capolavoro dell'oreficeria francese del secolo XIII, e il 2 giugno 2008 per la sua Torre dell'Orologio, una delle ultime torri civiche normanne.

## Monumenti e luoghi d'interesse

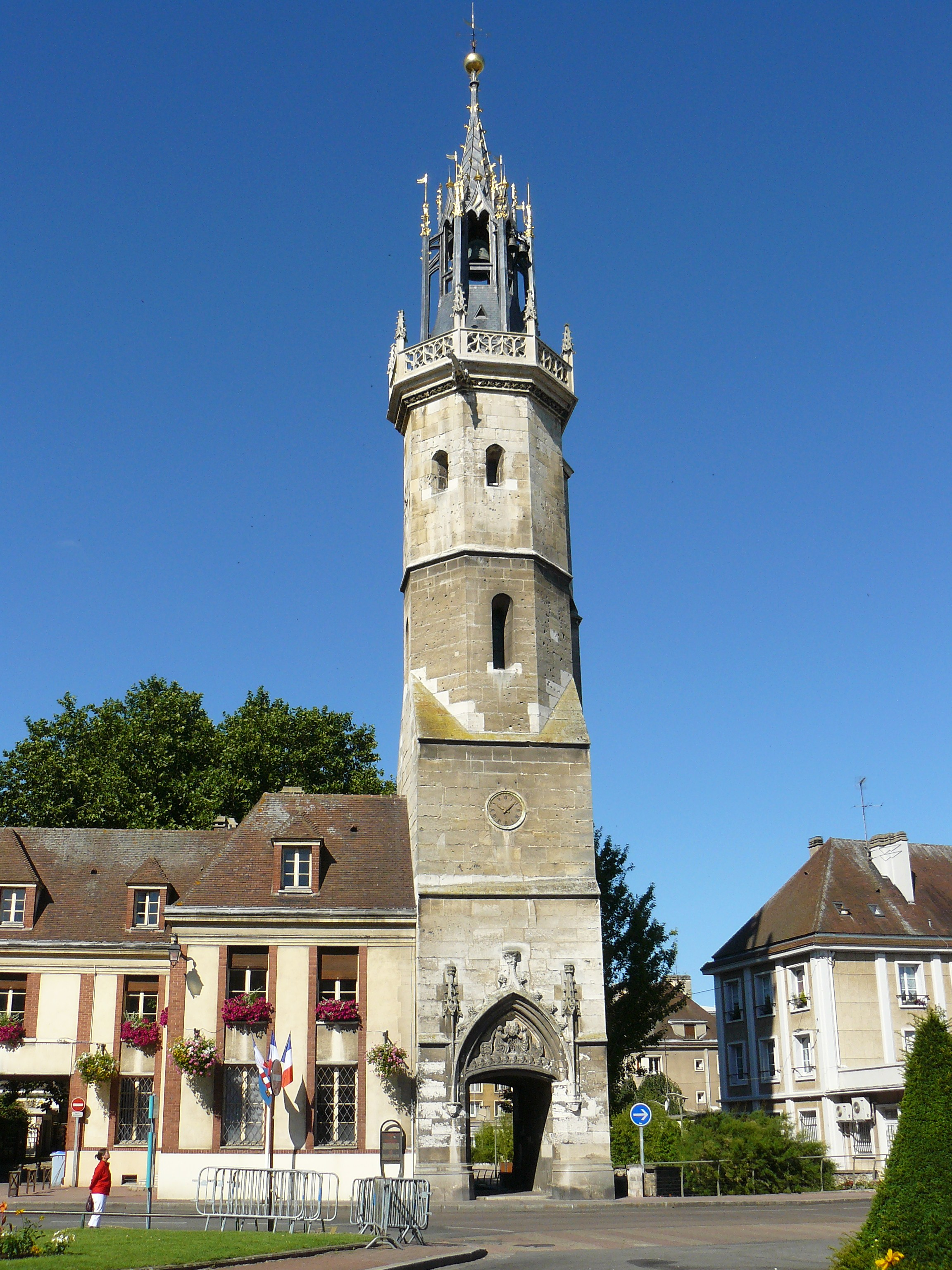
Torre civica

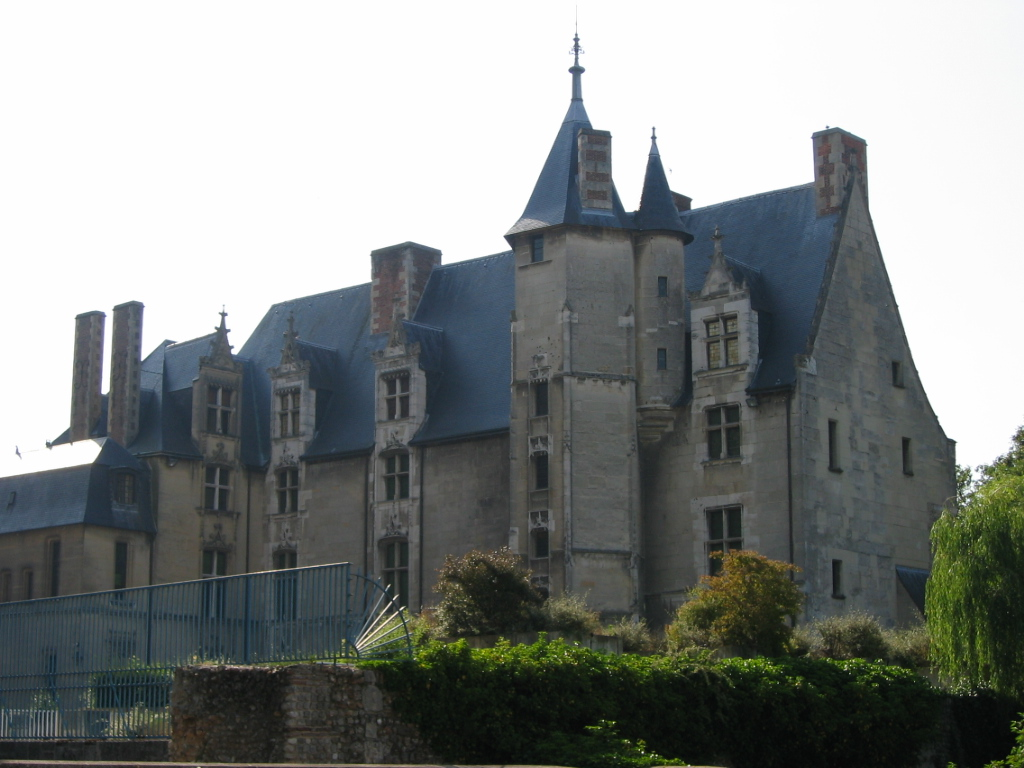
Vescovado, sede del Museo civico

Alcuni monumenti notevoli sono sopravvissuti alla devastazione della Seconda guerra mondiale, e dieci tra loro sono iscritti nella lista dei Monumenti storici:

### Architetture religiose
- La cathédrale Notre-Dame. Il massimo monumento cittadino, costituisce un mirabile esempio dello stile gotico;
- Il Palazzo vescovile, ospita oggi le collezioni del Museo d'Évreux. La sala archeologica presenta le scoperte della regione, dalla preistoria al periodo gallo-romano. La statua in bronzo di Jupiter Stator, proveniente dal sito di Gisacum, costituisce uno dei più bei pezzi della collezione. Diverse sale sono consacrate al Medioevo (Mitra di Jean de Marigny, anello episcopale di Jean de La Cour d'Aubergenville, statue). Si possono ammirare anche diversi arazzi di d'Aubusson (XIV secolo). Il primo piano riunisce opere dei secoli XVII e XVIII e una delle più belle serie di orologi da polso antichi. Il secondo piano è riservato alla pittura e alla scultura ottocentesche (Flandrin, Boudin, Rodin, Gérôme);
- La chiesa di San Taurino, con l'urna di San Taurino, che è uno dei capolavori dell'oreficeria medievale francese;
- Il Convento dei Cappuccini, divenuto prima liceo, poi scuola musicale d'Évreux, e infine nel 2006 Conservatorio;
- Il Convento dei Cordeliers, ultimo esempio dell'architettura francescana medievale in Normandia;
- Il Convento delle Orsoline, ora una caserma.

### Architetture civili
- Le vestigia dei bastioni del IV secolo, che delimitano uno spazio di 9 ettari;
- Il Beffroi, o Torre dell'orologio, alta 44 metri è risalente al 1490-97.
- I terreni dell'antico immobile "Gomel", situati ai lati della cattedrale;
- Il Teatro di stile liberty, che fu costruito nel 1903 secondo i piani dell'architetto Léon Legendre. Insieme al Teatro di Louviers, mantiene il titolo di scena nazionale;

## Società

### Evoluzione demografica
Nel 2011, Évreux contava 53 705 abitanti. Il comune occupava il 119º posto su scala nazionale e il primo all'interno del Dipartimento dell'Eure su 675 comuni. Il picco di popolazione è stato raggiunto nel 2007 con 51 485 abitanti.
La popolazione è relativamente giovane, con un tasso di ultrasessantenni (17,2 %) inferiore al tasso nazionale (21,6 %) e al tasso dipartimentale (19,8 %). La popolazione femminile è superiore alla popolazione maschile, con un tasso del 53,5% superiore al tasso nazionale (51,6 %).
La ripartizione della popolazione del comune per fasce di età, nel 2007, era la seguente:
- 46,5 % uomini (0 a 14 anni = 21,8 %, 15 a 29 anni = 25,6 %, 30 a 44 anni = 20,5 %, 45 a 59 anni = 18 %, più di 60 anni = 14,1 %);
- 53,5 % donne (0 a 14 anni = 19,3 %, 15 a 29 anni = 24,1 %, 30 a 44 anni = 19 %, 45 a 59 anni = 17,8 %, più di 60 anni = 19,8 %).

### Religione
Sede vescovile fin dalla metà del IV secolo, con il Concordato del 1801 la diocesi di Évreux viene a corrispondere con il dipartimento dell'Eure. Come capoluogo della diocesi, possiede una Cattedrale. Il palazzo vescovile è oggi dismesso, trasformato in museo.
La città è divisa in due parrocchie principali:
- Parrocchia Notre-Dame/San Taurino
  - Cattedrale Notre-Dame-d'Évreux.
  - Chiesa abbaziale Saint-Taurin-d'Évreux.
- Parrocchia La Madeleine/Nétreville
  - Chiesa Sainte-Marie-Madeleine-d'Évreux.
  - Chiesa Sainte-Thèrèse-de-l'Enfant-Jésus-de-Nétreville.

A queste si aggiungono:
- Chiesa Saint-Michel-d'Évreux;
- Chiesa Saint-Germain-de-Navarre;
- Chiesa evangelica d'Évreux;
- Centro evangelico d'Évreux;

La Chiesa di Gesù Cristo dei Santi degli Ultimi giorni ha una cappella in rue Isambard; una sala di preghiera nel quartiere di è dedicata al culto musulmano.

## Cultura

### Istruzione
Évreux fa parte della circoscrizione accademica di Rouen.

#### Istituti scolastici
Licei:
- Liceo pubblico Aristide Briand
- Liceo pubblico Modeste Leroy
- Liceo pubblico Léopold Senghor
- Collegio privato San Francesco di Sales
- Liceo privato professionale e tecnico Notre Dame
- Istituto agrario
- Liceo pubblico professionale Augustin Hébert

Istituti universitari (Università di Rouen):
- Istituto universitario di tecnologia
- Succursale universitaria d'Évreux
- IUFM di Évreux
- Istituto di formazione in Scienze infermieristiche

### Teatro
Una scène nationale, che ha accolto e accoglie i più grandi creatori di teatro contemporaneo.

### Cinéma
Il cinema le Zénith è regolarmente classificato come il cinema più frequentato di Francia in termini di bacino di popolazione, grazie anche a delle anteprime, ai Cine Club, alle giornate dedicate agli autori classici, al festival dell'educazione.

### Sale da concerto
- L'Abordage, che partecipa attivamente al festival « Le rock dans tous ses états » dal 1984;
- Le Cadran, più orientato verso artisti popolari.

### Eventi
Diversi eventi hanno luogo a Évreux nel corso dell'anno, il più delle volte nella piazza del Comune o lungo le rive dell'Iton:
- 21 giugno: festa della musica;
- Festa della mela;
- Les bouquinistes;
- giugno: festa della fratellanza;
- Il festival Le rock dans tous ses états si svolge all'ippodromo alla fine di giugno;

## Economia

### Imprese e commerci
- Industria farmaceutica: GlaxoSmithKline;
- Edizioni Atlas;
- Stampe Hérissey (gruppo CPI books);
- Base aerea 105 Évreux-Fauville;
- Centro commerciale a la Madeleine.

Évreux è sede della Camera di Commercio e dell'industria dell'Eure.

## Infrastrutture e trasporti

### Trasporti pubblici

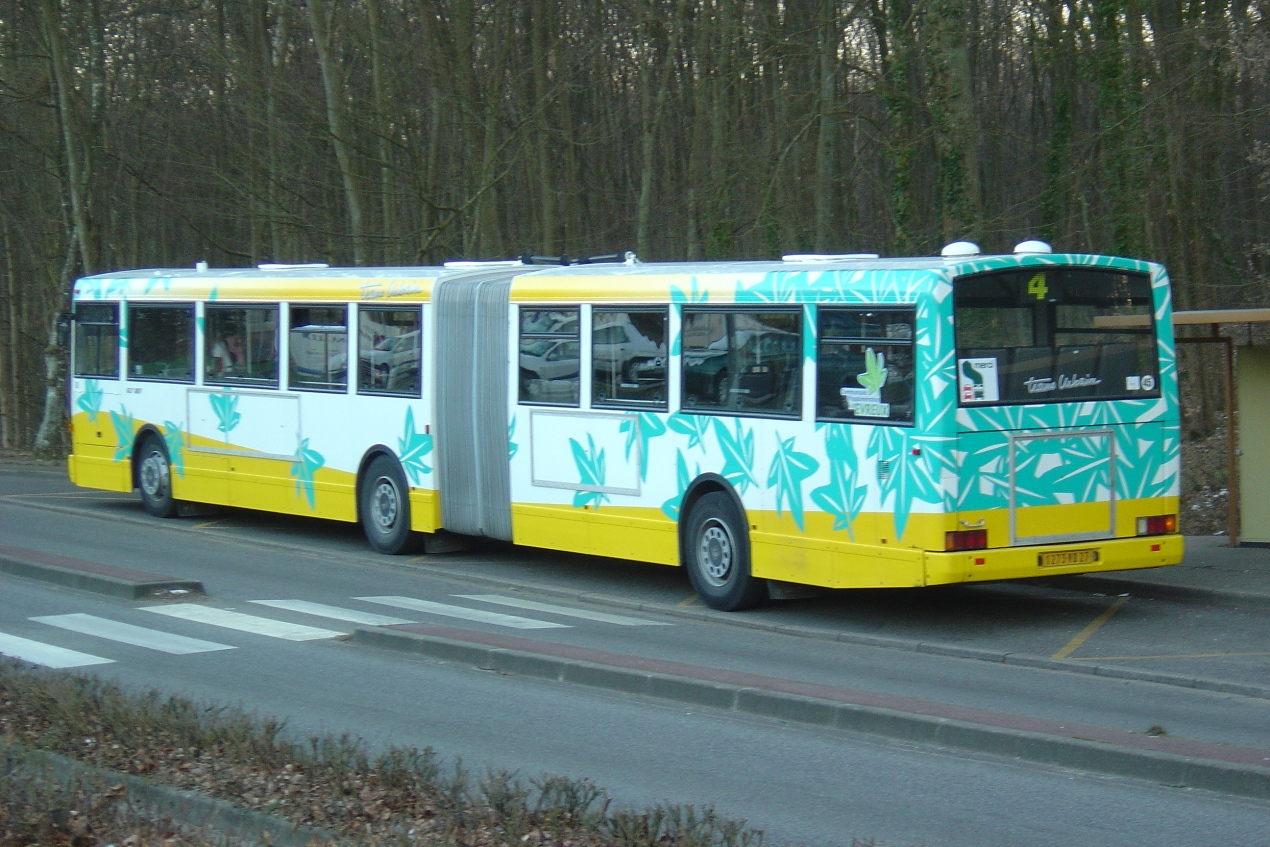
Bus della linea 4 davanti al liceo pubblico Léopold Sédar Sentiero

A partire dal 1855, la creazione della linea ferroviaria Mantes-Lisieux impose l'apertura di un «imbarcadero» che, presto insufficiente, fu sostituito dalla nuova stazione ferroviaria, messa in funzione il 21 dicembre 1887.
La rete di trasporto urbano, gestita da Trans Urbain, serve 7 comuni (Angerville-la-Campagne, Arnières-sur-Iton, Évreux, Gravigny, Guichainville, Normanville et Saint-Sébastien) e permette agli abitanti dell'agglomerato di viaggiare in ogni periodo dell'anno. La rete è costituita da 12 linee di bus funzionanti nei giorni feriali, 4 linee di bus attive nei giorni festivi, e della navetta « Ebroïbus » che circola nel centro della città.
Il "trasporto su richiesta" è nato nel 2002 e permette, su prenotazione, di prendere un « taxibus » alla tariffa di un biglietto semplice.
La stazione di Evreux fa parte della rete SNCF le cui principali linee sono Evreux-Bueil-Paris et Caen-Bernay-Evreux-Paris.

### Sanità
- Centro ospedaliero intercomunale Eure-Seine[11]
- Clinica Pasteur[12]
- Clinica Bergouignan[13]
- Centro ospedaliero specialistico di Navarra[14]

## Amministrazione

### Gemellaggi
- Rugby
- Rüsselsheim am Main
- Sueca
- Djougou

## Sport
- ALM Evreux Basket
- ALM Evreux Judo Jujitsu
- ALM Evreux Club calcistico
- EVB Evreux Volley-ball
- Associazioni Sportive d'Evreux
- Skate-park

### Automobilismo
È la città natale del pilota
Esteban Ocon.